# 149P/Mueller
La comète Mueller 4, officiellement 149P/Mueller, est une comète périodique du système solaire, découverte le 16 février 1992 par Jean Mueller.